# Панушкова
Панушкова  — деревня в Тюменской области Тобольского района  находиться на берегу рек Черемушник и Армезянка, входит в состав Малозоркальцевского сельского поселения.

## Население
| 2010 |
| ---- |
| 34   |

## История
- 1931 году был организован колхоз "Красный партизан", в 1953 году было объединение в колхоз "Путь коммунизм".

## Фильм
- Около деревни снимали фильм Тобол[2]

## Транспорт
- Автобусное сообщение